# Олонгапо
Олонгапо (тагал. Olongapo) — місто у філіппінській провінції Замбалес на острові Лусон.

## Географія
Місто розташоване на півдні провінції між гірським пасмом Замбалес і узбережжям Південнокитайського моря.

### Клімат
Місто знаходиться у зоні, котра характеризується мусонним кліматом. Найтепліший місяць — квітень із середньою температурою 30 °C (86 °F). Найхолодніший місяць — січень, із середньою температурою 26.7 °С (80 °F).
| Клімат Олонгапо         | Клімат Олонгапо | Клімат Олонгапо | Клімат Олонгапо | Клімат Олонгапо | Клімат Олонгапо | Клімат Олонгапо | Клімат Олонгапо | Клімат Олонгапо | Клімат Олонгапо | Клімат Олонгапо | Клімат Олонгапо | Клімат Олонгапо | Клімат Олонгапо |
| Показник                | Січ.            | Лют.            | Бер.            | Квіт.           | Трав.           | Черв.           | Лип.            | Серп.           | Вер.            | Жовт.           | Лист.           | Груд.           | Рік             |
| Абсолютний максимум, °C | 36              | 36              | 38              | 38              | 41              | 40              | 36              | 37              | 37              | 36              | 37              | 36              | 41              |
| Середній максимум, °C   | 31              | 32              | 33              | 35              | 33              | 32              | 31              | 30              | 31              | 31              | 31              | 31              | 32              |
| Середня температура, °C | 26              | 27              | 28              | 30              | 30              | 28              | 27              | 27              | 27              | 28              | 27              | 27              | 28              |
| Середній мінімум, °C    | 22              | 22              | 23              | 25              | 25              | 25              | 24              | 24              | 24              | 24              | 23              | 22              | 23              |
| Абсолютний мінімум, °C  | 16              | 16              | 18              | 18              | 21              | 21              | 20              | 20              | 21              | 20              | 18              | 17              | 16              |
| Норма опадів, мм        | 10              | 10              | 10              | 10              | 240             | 590             | 720             | 1080            | 590             | 220             | 80              | 10              | 3590            |
| Днів з опадами          | 4               | 4               | 4               | 3               | 16              | 19              | 24              | 26              | 22              | 12              | 9               | 6               | 149             |
| Вологість повітря, %    | 70              | 65              | 65              | 65              | 75              | 80              | 85              | 85              | 85              | 80              | 75              | 70              | 75              |
| ----------------------- | --------------- | --------------- | --------------- | --------------- | --------------- | --------------- | --------------- | --------------- | --------------- | --------------- | --------------- | --------------- | --------------- |
| Джерело: Weatherbase    |                 |                 |                 |                 |                 |                 |                 |                 |                 |                 |                 |                 |                 |